# Sistema turistico locale
Il sistema turistico locale costituisce uno degli strumenti di governance che vede gli enti locali, gli operatori privati, singoli o associati e gli altri soggetti pubblici, protagonisti dello sviluppo turistico dei propri territori.
La legge italiana individua questo strumento come: "un contesto turistico omogeneo o integrato, comprendente ambiti territoriali appartenenti anche a regioni diverse, caratterizzato dall'offerta integrata di beni culturali, ambientali e di attrazioni turistiche, compresi i prodotti tipici dell'agricoltura e dell'artigianato locale, o dalla presenza diffusa di imprese turistiche singole o associate" (L. 29 marzo 2001 n.135, "Riforma della legislazione nazionale del turismo", art.5)

## Caratteristiche
Tra gli aspetti maggiormente innovativi e qualificanti di tale riforma figura l'introduzione di un nuovo modello organizzativo dell'offerta turistica, imperniato sul concetto di cooperazione sistematica tra i primi responsabili e beneficiari dello sviluppo quali gli enti locali, gli operatori del settore ed in genere la comunità locale.
L'art. 2 prevede, infatti, che lo Stato e le regioni riconoscono, sulla base del principio di sussidiarietà, il ruolo dei territori con particolare riguardo all'attuazione delle politiche intersettoriali ed infrastrutturali necessarie alla qualificazione dell'offerta turistica e, nel contempo, valorizzano l'apporto dei soggetti privati per la promozione e lo sviluppo dell'offerta turistica.
Il primo comma dell'art. 5 della L. 135/2001, definisce "sistemi turistici locali": 
Tale modello organizzativo si caratterizza dunque per due aspetti fondamentali:
- l'esaltazione della dimensione territoriale dell'offerta turistica;
- l'integrazione necessaria tra le diverse componenti del sistema, e in particolare fra gli attori pubblici e privati, non solo nella fase di gestione, ma anche in quella della elaborazione progettuale.

Nel dare attuazione alla riforma della legislazione nazionale del turismo approvata con L. 135/2001, la Regione Autonoma della Sardegna con deliberazione della giunta regionale nº23/19 del 30/05/2006, delibera il riconoscimento dei seguenti sistemi turistici locali: - STL Gallura Costa Smeralda  - STL Sardegna Nord-Ovest - STL Karalis - STL Medio Campidano - STL Sulcis Iglesiente - STL Eleonora D'Arborea - STL Ogliastra - STL Nuorese.

## Evoluzione
A tutt'oggi l'efficacia dello strumento degli STL, corrispondenti in Sardegna alle stesse provincie pur contro la logica del legislatore, è ancora del tutto da dimostrare.
L'idea di fondo, infatti, è che tutti i soggetti partecipino alla pianificazione e alla programmazione turistica del territorio con l'obiettivo di garantire uno sviluppo equilibrato.
Fermi restando i limiti previsti dalla disciplina comunitaria in materia di aiuti di Stato alle imprese, le regioni, nei limiti delle risorse rivenienti dal Fondo di cui all'articolo 6 della presente legge, definiscono le modalità e la misura del finanziamento dei progetti di sviluppo dei sistemi turistici locali, predisposti da soggetti pubblici o privati, in forma singola o associata, che perseguono, in particolare, le seguenti finalità: a) sostenere attività e processi di aggregazione e di integrazione tra le imprese turistiche, anche in forma cooperativa, consortile e di affiliazione; b) attuare interventi intersettoriali ed infrastrutturali necessari alla qualificazione dell'offerta turistica e alla riqualificazione urbana e territoriale delle località ad alta intensità di insediamenti turistico-ricettivi; c) sostenere l'innovazione tecnologica degli uffici di informazione e di accoglienza ai turisti, con particolare riguardo alla promozione degli standard dei servizi al turista, di cui all'articolo 2, comma 4, lettera a); d) sostenere la riqualificazione delle imprese turistiche, con priorità per gli adeguamenti dovuti a normative di sicurezza, per la classificazione e la standardizzazione dei servizi turistici, con particolare riferimento allo sviluppo di marchi di qualità, di certificazione ecologica e di qualità, e di club di prodotto, nonché alla tutela dell'immagine del prodotto turistico locale; e) promuovere il marketing telematico dei progetti turistici tipici, per l'ottimizzazione della relativa commercializzazione in Italia e all'estero.